# Mutxamel (ort)
Muchamiel är en ort i Spanien.   Den ligger i provinsen Provincia de Alicante och regionen Valencia, i den sydöstra delen av landet, 400 km sydost om huvudstaden Madrid. Muchamiel ligger 70 meter över havet och antalet invånare är 22 510.
Terrängen runt Muchamiel är platt söderut, men norrut är den kuperad. Havet är nära Muchamiel åt sydost.  Närmaste större samhälle är Alicante, 8,4 km söder om Muchamiel. 